# World Boxing Council
De World Boxing Council (WBC) is de grootste en meest prestigieuze wereldwijde boksbond. Zij werd opgericht in 1963.

## Kampioenen
Huidige kampioenen WBC bij de mannen:
- Zwaargewicht: Oleksandr Usyk en Agit Kabayel
- Cruisergewicht: Mairis Briedis
- Licht-zwaargewicht: Artur Beterbiev
- Super-middengewicht: David Benavidez
- Middengewicht: Jermall Charlo
- Super weltergewicht: Jermell Charlo
- Weltergewicht: Errol Spence Jr.
- Super-lichtgewicht: Jose Ramirez
- Lichtgewicht: Mikey Garcia
- Super-vedergewicht: Miguel Berchelt
- Vedergewicht: Gary Russell jr.
- Super-bantamgewicht: Rey Vargas
- Bantamgewicht: Nordine Oubaali
- Super-vlieggewicht: Juan Estrada
- Vlieggewicht: Julio Martinez
- Licht-vlieggewicht: Ken Shiro
- Minimumgewicht: Chayaphon Moonsri